# Баштанський краєзнавчий музей
Баштанський краєзнавчий музей — культурно-освітній заклад, створений у 1959 році на громадських засадах у місті Баштанка Миколаївської області.

## Історія
Створення краєзнавчого музею в Баштанці пов'язане із бажанням її мешканців зберегти для нащадків пам'ять про героїчну боротьбу земляків-повстанців проти денікінців, що увійшла у 1919 році в історію під назвою «Баштанська республіка».
З нагоди святкування 40-річчя Баштанської республіки у 1959 році при районному Будинку культури було відкрито першу експозицію музею на громадських засадах у кімнаті площею лише 15 м2, а в 1967 році музейні експонати розміщувалися вже у трьох кімнатах загальною площею 120 м2.
У 1972 році музей одержав приміщення колишньої колгоспної контори, в якому знаходиться і по нині. Великих зусиль доклали створення і розвитку музею його колишні директори: Микола Федорович Соломський, який започаткував музейну справу в Баштанці, П. С. Покидько, Л. І. Ванжа, Кльосов Леонід Мусійович, який 16 років очолював цей заклад, невтомно проводячи дослідницьку, пошукову, екскурсійну роботу. Гідними продовжувачами розпочатої справи, справжніми берегинями скарбниці історії Баштанщини стали співробітники Баштанського краєзнавчого музею: директор (1989—2013) Олена Олександрівна Скидан, зберігач фондів (1996—2014) Любов Василівна Чучмай. На сьогодні заклад очолює Олег Олексійович Требух.
Експозиція музею розгорнута в 8 залах. Одна з восьми залів є виставковою, де систематично проходять тематичні виставки з музейних зібрань, виставки народних умільців, художніх творчих колективів тощо.
В музеї є експозиційна зала, присвячена художнику-монументалісту, заслуженому художнику УРСР Григорію Овксентійовичу Довженку (1899—1980), уродженцю села Полтавки (нині місто Баштанка). Тут представлено ескізи його робіт, картини, малюнки, особисті речі та інше.
На базі музею у 1987 році з ініціативи директора музею Л. М. Кльосова був створений фольклорний ансамбль «Бабусина пісня», що став справжнім джерелом відродження української народної пісні у степовій Баштанці. Художнім керівником якого, від початку створення є Галина Іванівна Ніколаєнко.